# Вам (мантра)
«Вам» (мантра) — в индуизме и буддизме набор звуков (мантра) проявления. В древней письменности брахми звучание «вам» изображалось знаком  — союзом двух изначальных стихий: воздуха, изображаемого как ⚪, и земли, чей символ — вертикальная черта (|).
В восточной традиции данная мантра соотносится со второй чакрой, именуемой «сватхистана» (свадхиштхана).